# Biserica de lemn din Feregi

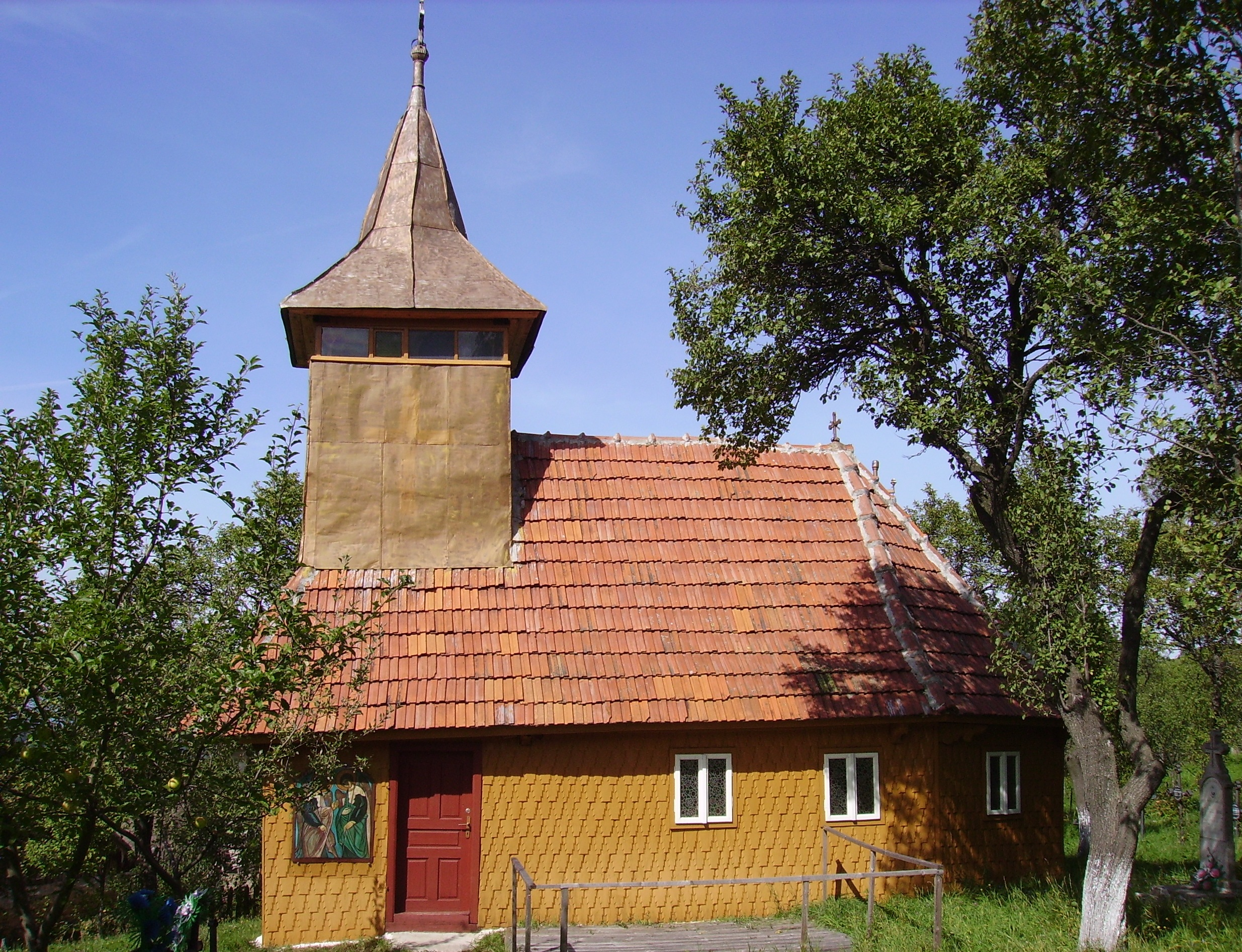
Biserica de lemn „Sfinții Arhangheli Mihail și Gavriil” din Feregi, comuna Cerbăl, județul Hunedoara, foto: septembrie 2007.

Biserica de lemn din Feregi, comuna Cerbăl, județul Hunedoara a fost ridicată după mijlocul secolului al XVII-lea. Are hramul „Sfinții Arhangheli Mihail și Gavriil”. În ciuda vechimii sale și a măiestriei lucrului în lemn biserica nu se află pe noua listă a monumentelor istorice.

## Istoric și trăsături
Biserica din satul Feregi, de dimensiuni modeste, poate fi datată după mijlocul secolului al XVII-lea. Pereții, ridicați din bârne de stejar, înscriu tipul arhaic al unui dreptunghi, cu altarul în continuarea navei, poligonal cu trei laturi. Deasupra pronaosului se ridică o clopotniță scundă, cu foișor simplu și coif învelit cu tablă. Acoperișul, în pante abrupte, a fost învelit în ultimele decenii cu țiglă. La exterior bârnele au fost învelite cu șiță ornamentală, vopsită. La interior biserica a fost tencuită, iar în anul 2005 a fost pictată de către artistul plastic devean Ioan Cârjoi junior.